# Martin Hill (Antarktika)
Der Martin Hill ist ein markanter und eisfreier Hügel im ostantarktischen Viktorialand. Er ragt in den Victory Mountains an der Westflanke des Whitehall-Gletschers auf.
Der United States Geological Survey kartierte ihn anhand eigener Vermessungen und Luftaufnahmen der United States Navy zwischen 1960 und 1962. Das Advisory Committee on Antarctic Names benannte ihn 1964 nach dem Neuseeländer Peter J. Martin, leitender Wissenschaftler auf der Hallett-Station im Jahr 1961.